# 巴塞隆納城市歷史博物館

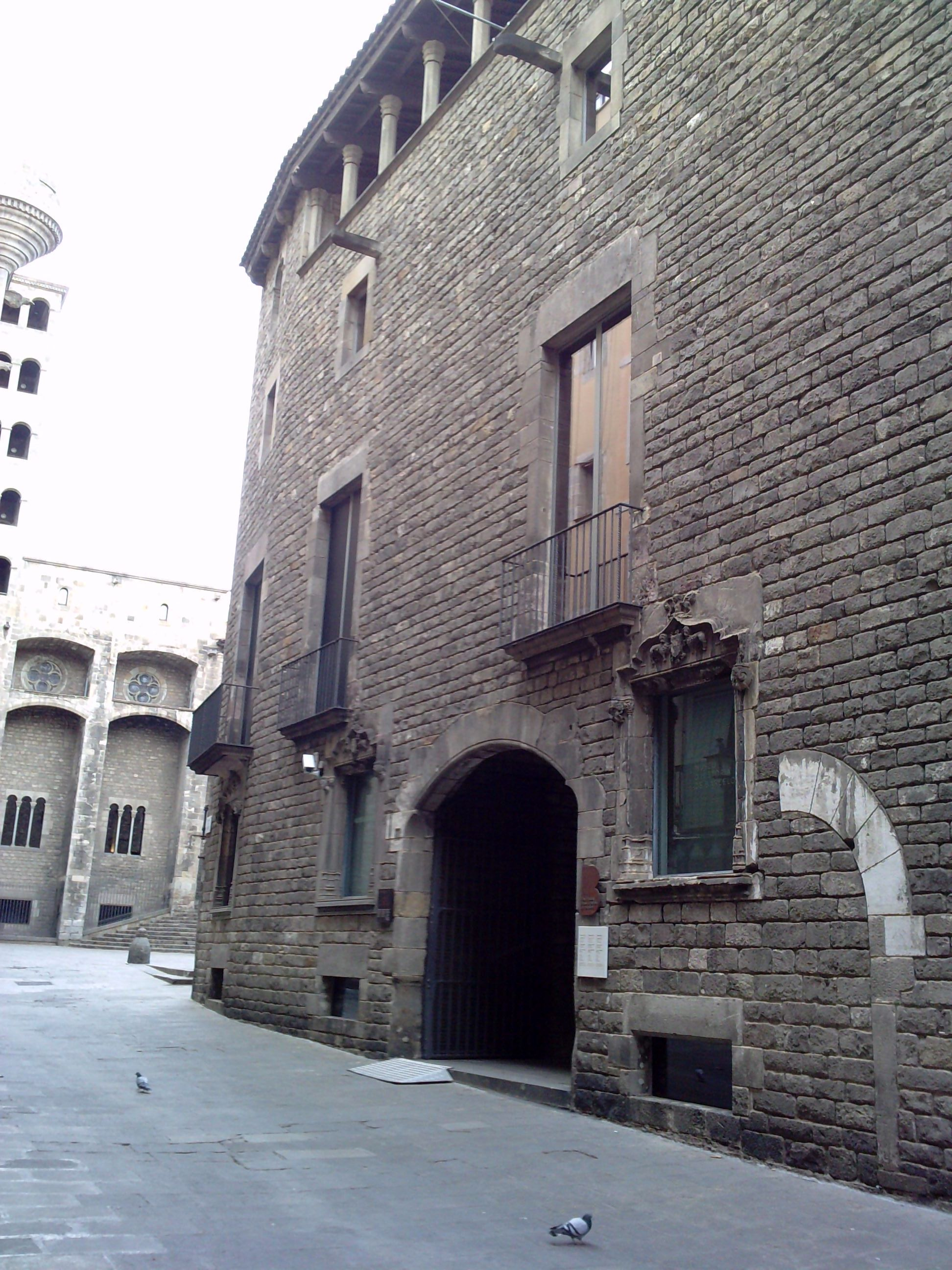
巴塞罗那城市历史博物馆

巴塞隆納城市歷史博物館（簡稱MUHBA）是位於巴塞隆納的一座博物館，主要展示巴塞隆納市自羅馬時代建城以來至今的歷史遺產，由巴塞隆納市政府資助展示。博物館完成於1943年4月14日。現在巴塞隆納城市歷史博物館還參加了歐洲城市歷史博物館的聯合。

## 外部連結
- 官方网站Past and present. 70 years of history